# Max Merritt
Maxwell James Merritt (Christchurch, 30 de abril de 1941 - Los Ángeles, 24 de septiembre de 2020) fue un cantautor y guitarrista nacido en Nueva Zelanda que fue reconocido como intérprete de música soul y R&B. Fue líder de Max Merritt & The Meteors, sus éxitos más conocidos son "Slippin 'Away", que alcanzó el número 2 en las listas de singles australianas de 1976, y "Hey, Western Union Man", que alcanzó el número 13. Merritt saltó a la fama en Nueva Zelanda desde 1958 y se trasladó a Sídney, Australia, en diciembre de 1964. Merritt fue reconocido como uno de los mejores intérpretes locales de las décadas de 1960 y 1970 y su influencia hizo mucho para popularizar la música soul / R&B y el rock en Nueva Zelanda y Australia.
Merritt fue un pionero venerable del rock en Australasia que produjo espectáculos que agradaron al público durante más de 50 años. Engendró respeto y afecto durante generaciones de artistas. Esto fue evidente en el Concierto para Max de 2007 que se organizó para brindarle apoyo financiero después de que se anunció que tenía el síndrome de Goodpasture, una rara enfermedad autoinmune. La Asociación Australiana de la Industria de la Grabación (ARIA) reconoció el estatus icónico de Merritt el 1 de julio de 2008 cuando fue incluido en su salón de la fama.

## 1956-1962: carrera temprana en Christchurch
Nacido en Christchurch, Nueva Zelanda, Merritt se interesó por la música desde una edad temprana y comenzó a tomar lecciones de guitarra a los 12 años. En 1955 conoció el rock and roll de Bill Haley y Elvis Presley. Después de dejar la escuela en 1956, a los 15 años, Merritt formó The Meteors con sus amigos Ross Clancy (saxo), Peter Patonai (piano), Ian Glass (bajo) y Pete Sowden (batería). Inicialmente un grupo de medio tiempo, tocaban bailes y conciertos benéficos locales, Merritt continuaba con su trabajo diario como aprendiz de albañil en el negocio de su padre. Cuando sus padres, junto con el director de teatro local de Odeon Trevor King, desarrollaron el Christchurch Railway Hall en un lugar de música, The Teenage Club, contrataron a Merritt and the Meteors.El Teenage Club atrajo a cientos de lugareños y aumentó su popularidad en la ciudad cuando la mayoría de los negocios y lugares públicos cerraron hasta el domingo por la tarde.
Clancy fue reemplazado por Willi Schneider durante 1958, la banda lanzó su single debut, "Get a Haircut", en junio en HMV Records. En 1959, los Meteoros se habían convertido en una de las principales atracciones juveniles, atrayendo regularmente multitudes de 500 o más. Merritt tomó prestados jugadores de otras bandas si un miembro de Meteors no estaba disponible, una de esas bandas era Ray Columbus & the Invaders encabezada por el vocalista Columbus. De esta banda, Merritt reclutó al guitarrista Dave Russell y al bajista / teclista Billy Karaitiana (también conocido como Billy Kristian). En enero de 1959, el mejor roquero de Nueva Zelanda, Johnny Devlin, tocó en Christchurch. Devlin más tarde vio a Merritt en un concierto benéfico "Rock'n'Roll Jamboree" donde el mánager de Devlin, Graham Dent, quedó lo suficientemente impresionado como para elogiar su actuación al promotor de Auckland, Harry M. Miller. Miller añadió los Meteoritos a la gira de 1959 del roquero australiano Johnny O'Keefe por Nueva Zelanda.
Christchurch había sido elegido como el sitio para que una base paramilitar de Estados Unidos tuviera acceso a la Antártida. Con el nombre en código "Operación Deep Freeze", tenía el único aeródromo lo suficientemente grande para manejar los enormes aviones de transporte. La presencia estadounidense proporcionó una mayor influencia de la música rock and roll: los jóvenes militares descubrieron The Teenage Club y la joven cantante Kiwi de voz gravilla, Merritt. Más discos de rock and roll y R&B entraron en las máquinas de discos locales y estaban en la radio. Gracias a sus conexiones con Estados Unidos, tanto los Meteor como los Invaders pudieron equiparse con guitarras y bajos Fender, que aún eran raros en Australia y el Reino Unido debido a restricciones de importación. En 1959, la formación de los Meteors se había convertido en Rod Gibson (saxofón), Ian Glass (bajo), Bernie Jones (batería) y Billy Kristian (piano). A principios de 1960, HMV lanzó su álbum debut, C'mon Let's Go. Los sencillos de seguimiento fueron "Kiss Curl" y "C'Mon Let's Go" en 1960 y "Mr Loneliness" en 1961. Tenían apoyo local pero eran casi desconocidos más allá de la Isla Sur. En un esfuerzo por entrar en el mercado más lucrativo de la Isla Norte, tanto Max Merritt & The Meteors como Ray Columbus & the Invaders se mudaron a Auckland en noviembre de 1962.

## 1963-1964: Auckland
Después de llegar a Auckland, la banda de Merritt se convirtió en la segunda banda más popular de Nueva Zelanda detrás de los Invaders, que tocaba un estilo beat pop mientras que los Meteors abordaban el rock and roll, el soul y el R&B. Max Merrit & The Meteors respaldaron a Dinah Lee en grabaciones. Su single más conocido, "Reet Petite", de septiembre de 1964 alcanzó el número 1 en las listas de Nueva Zelanda y el número 6 en Melbourne, Australia. La formación de The Meteors compuesta por Merritt, Peter Williams (guitarra), Teddy Toi (bajo) y Johnny Dick (batería) grabaron material para su segundo álbum, Meteors de Max Merritt. Se trasladaron a Sídney en diciembre de 1964.

## 1965-1967: Sídney
En Sídney, los Meteoros hicieron su primera aparición en la televisión australiana en Sing Sing Sing de Johnny O'Keefe. En abril de 1965, el segundo álbum de Meteors fue finalmente lanzado en RCA Records y contenía una variedad de estilos, incluido el sencillo "So Long Babe".  Siguieron otros sencillos, pero Toi y Dick se fueron para unirse a Billy Thorpe & The Aztecs y finalmente fueron reemplazados por el exmiembro Kristian en el bajo y Bruno Lawrence en la batería. Durante febrero de 1966, Max Merritt y The Meteors apoyaron en la gira a los artistas Rolling Stones y The Searchers en el Reino Unido. Después de un concierto en un crucero a Nueva Zelanda (durante el cual Lawrence abandonó abruptamente el grupo), Merritt escuchó la versión de Otis Redding de " Try a Little Tenderness " y grabó su propia versión en 1967. La agitación dentro de los Meteoros vio una rápida rotación de miembros y en mayo, Merritt con Bob Bertles en el saxofón, Stewart "Stewie" Speer en la batería y John "Yuk" Harrison en el bajo, decidió mudarse a Melbourne.

## 1967-1971: Melbourne
En Melbourne, Merritt y su banda inicialmente tuvieron dificultades para conseguir conciertos regulares y viajaron por todo el estado. El 24 de junio de 1967, la camioneta en la que viajaban a Morwell chocó de frente con un automóvil cerca de Bunyip, Bertles sufrió una fractura en la pierna, Speer se rompió las dos piernas, se rompió ambos brazos y perdió la parte superior de varios dedos. Merrit perdió su ojo derecho y tenía cicatrices en la cara. La banda tardó casi un año en recuperarse. En julio de 1968 compitieron en la Batalla de los sonidos de Hoadley, terminando detrás de los ganadores Groove, Masters Apprentices y Doug Parkinson.
En 1969, el grupo volvió a firmar con RCA y lanzaron su primer sencillo durante más de dos años, una versión de "Hey, Western Union Man" de Jerry Butler, que alcanzó el puesto 13 en las listas de singles australianas. A principios de 1970 se lanzó su tercer álbum, Max Merritt and the Meteors, con seis pistas originales y cinco versiones. Alcanzó el número 8 en la lista de álbumes nacionales. Dave Russell (ex Ray Columbus & the Invaders) reemplazó a Harrison en el bajo y la Australian Broadcasting Corporation (ABC) pidió a la banda de Merritt que proporcionara una serie de televisión de cuatro partes llamada Max Merritt and the Meteors in Concert. A finales de 1970 lanzaron Stray Cats y siguieron con los sencillos "Good Feelin'" y "Hello LA, Bye Bye Birmingham" en 1971 y "Let it Slide" en 1972. Ni el álbum ni los sencillos tuvieron buenos resultados. En ese momento, Merritt se había mudado nuevamente, esta vez a Inglaterra.

## 1971-1976: Inglaterra
En Londres, desde principios de 1971, el grupo tocó en el circuito de pub del Reino Unido, inicialmente con poco éxito, pero su popularidad creció lentamente y apoyaron a Slade and the Moody Blues en sus giras. En 1974, sin embargo, los Meteoros volvieron a desmoronarse, dejando a Merritt y Speer para reclutar a John Gourd en guitarra, slide guitar y piano; Howard Deniz al bajo y Barry Duggan al saxo y flauta. Esta formación fue firmada por Arista Records, con sede en Estados Unidos, para su sello británico recién establecido y lanzó A Little Easier con el sencillo principal "A Little Easier" en 1975. "Slippin 'Away" fue su segundo sencillo del álbum y capturó la atención de los radioescuchas tanto en Australia como en Nueva Zelanda, alcanzando el número 2 en Australia y el número 5 en Nueva Zelanda. Su single mejor interpretado impulsó las ventas de A Little Easier, que alcanzó el número 4 en las listas de álbumes de Australia. Otro álbum, Out of the Blue (No. 13, 1976), fue lanzado con una versión renovada de "Let it Slide" (No. 29) como single en Australia. Durante este tiempo, el grupo tocó en conciertos regulares en White Hart en Willesden Green, Nashville Rooms en West Kensington, el Castillo de Windsor en Harrow Road y en 1976 realizó un concierto memorable en el Alexandra Palace, donde Merritt llegó al concierto al día siguiente. viajando de regreso desde Nueva Zelanda para visitar a su madre moribunda, quien murió mientras él estaba en camino. En 1977, con el advenimiento del punk rock, la popularidad de la banda en el circuito de pubs del Reino Unido había disminuido y se disolvieron efectivamente. Merritt luego se mudó a los EE. UU.

## 1977–1999: con sede en Estados Unidos
Merritt se mudó a Nashville, Tennessee, en 1977 y firmó como solista con Polydor Records, que lanzó Keeping in Touch en 1978. Luego se mudó a Los Ángeles, donde continuó residiendo. Realizó una gira por Australia en 1979 y 1980. En la segunda gira formó una banda con Stewie Speer a la batería, Paul Grant a la guitarra, John Williams a los teclados, Martin Jenner a la guitarra y Phil Lawson al bajo. Esta fue la última gran gira de Merritt y Speer juntos: Speer murió de un ataque al corazón el 16 de septiembre de 1986. Merritt lanzó los sencillos "Growing Pains" en 1982 y "Mean Green Fighting Machine" en 1986, el segundo fue un sencillo promocional para el equipo de la Canberra Raiders Rugby League. Realizó una gira por Australia en 1991 con Brian Cadd (ex- The Groop, Axiom, solo) en Brian Cadd and Max Merritt Band, que incluía a Merritt, Cadd (voz, piano), John Dallimore (guitarra; ex-Redhouse, Dallimore, Jon English Band), Craig Reeves (teclados), Des Scott (bajo) y Dave Stewart (batería; ex-Daniel). A finales de 1996, Merritt regresó a Australia para recorrer el circuito de clubes y pubs.

## Resurgimiento de la década de 2000
Merritt realizó una gira por Australia en un circuito de clubes cortos en abril de 2001 junto con Doug Parkinson, un compañero roquero veterano de la década de 1960. Esto marcó un resurgimiento del interés de Merritt y April y May estuvieron de gira por Australia bajo el lema "El corazón y el alma del rock & roll" con Parkinson; agosto y septiembre de 2002 fue la gira de conciertos Long Way To The Top.  Después de eso, cada vez que Merritt regresaba a Australia, un Max Merritt & The Meteors reformado estaban en demanda para eventos especiales y festivales de música como el Melbourne Music & Blues Festival, el Perth Moonlight Festival, los Veterans Games en Alice Springs, el Queenscliff Festival y el Toyota Muster en Gympie. En abril de 2006, el grupo apareció en el Festival de Blues de Byron Bay y en el Festival de Gladstone Harbour.
A mediados de abril de 2007, Merritt ingresó en un hospital de Los Ángeles por insuficiencia renal. Se le diagnosticó síndrome de Goodpasture, un trastorno autoinmune poco común que afecta los riñones y los pulmones. Merritt estaba luchando con su salud y sus finanzas, por lo que su manager, Wal Bishop, junto con amigos de la industria musical australiana, organizaron un concierto benéfico para Max que se llevó a cabo en el Palais Theatre, St Kilda, Victoria, el 21 de octubre de 2007, que recaudó 200.000 dólares. El 1 de julio de 2008, Merritt fue incluido por Glenn A. Baker en el Salón de la Fama de ARIA. Merritt se unió en el escenario a Kasey Chambers y Bill Chambers para interpretar "Slipping Away".
Merritt murió en Los Ángeles, California, el 24 de septiembre de 2020, a los 79 años, tras una larga batalla contra el síndrome de Goodpasture.

## Miembros de la banda
Miembros de Max Merritt & The Meteors, Meteors de Max Merritt o The Meteors; ordenado cronológicamente:
- Max Merritt (1956-2020) - guitarra, voz, batería
- Ross Clancy (1956-1958) - saxofón
- Ian Glass (1956-1960) - bajo
- Peter Patonai (1956-1959) - piano
- Pete Sowden (1956-1959, 1960-1963) - batería
- Willi Schneider (1958-1959) - saxofón
- Rod Gibson (1959-1960) - saxofón
- Bernie Jones (1959-1960) - batería
- Billy Kristian (Billy Karaitiana) (1959–1963, 1965–1967) - bajo, piano, teclados
- Maurice Cook (1960) - guitarra
- Geoff Cox (1961-1962) - guitarra
- Peter Williams (1962-1967) - guitarra solista, guitarra rítmica, voz
- Mike Angland (1963-1964) - bajo
- Johnny Dick (1963, 1965) - batería
- Teddy Toi (1964-1965) - bajo
- John Blake (1965) - bajo
- Jimmy Hill (1965) - batería
- Bill Flemming (1965-1966) - batería
- David "Bruno" Lawrence (1966-1967) - batería
- John Charles (1967) - teclados
- Mike Gibbs (1967) - instrumentos de viento
- Bob Bertles (1967-1974) - saxofón tenor
- Stewie Speer (1967-1976, 1980) - batería
- John "Yuk" Harrison (1967-1969) - bajo
- Dave Russell (1969-1974) - bajo
- Howard "Fuzz" Deniz (1974-1977) - bajo
- Barry Duggan (1974-1975) - saxo, flauta
- John Gourd (1974-1977) - guitarra, guitarra de diapositivas, piano
- Lance Dixon (1975-1977) - teclados, saxofón
- Paul Grant (1980) - guitarra
- Martin Jenner (1980) - guitarra
- Phil Lawson (1980) - bajo
- John Williams (1980) - teclados

## Discografía

### Álbumes
- C'Mon Let's Go (HMV principios de la década de 1960)[5]
- ¡Giddy Up Max! EP (Viking, 1964)
- Good Golly Max Merritt EP (Viking 1964)
- Meteoros de Max Merritt (RCA, 1965)
- Shake EP (Parlophone, 1966)
- Max Merritt y los meteoritos (RCA, 1970)
- Gatos callejeros (RCA, 1971)
- Un poco más fácil (Arista, 1975)
- De la nada (Arista, 1976)
- Back Home Live (Arista, 1977)
- Mantenerse en contacto (Polydor, 1979)
- Black Plastic Max (Polydor, 1980)
- 17 ¡Trax de Max! (Raven, 1986)  reeditado con seis pistas añadidas como 23 Trax of Max! (Cuervo, 1991)[19]
- Lo mejor de Max Merritt & The Meteors (EMI NZ, 2001)[20]
- The Essential Max Merritt & The Meteors (Sony-BMG, 2007)
- Estuve lejos demasiado tiempo (LosTraxx, 2012)

### Individual
| Año  | Soltero                       | Posiciones del gráfico | Posiciones del gráfico | Etiqueta   |
| Año  | Soltero                       | AUS                    | Nueva Zelanda          | Etiqueta   |
| ---- | ----------------------------- | ---------------------- | ---------------------- | ---------- |
| 1958 | Cortate el pelo               | -                      | -                      | HMV        |
| 1963 | Surfie suave                  | -                      | -                      | Zodíaco    |
| 1965 | Tan largo bebé                | -                      | -                      | Víctor RCA |
| 1965 | Zip-a-Dee-Doo-Dah             | 94                     | -                      |            |
| 1966 | Sacudir                       | 58                     | -                      | Parlophone |
| 1966 | Fannie Mae                    | 88                     | -                      |            |
| 1969 | Hola, hombre de Western Union | 15                     | -                      | Víctor RCA |
| 1971 | Buen sentimiento              | 67                     | -                      |            |
| 1975 | Escapando                     | 2                      | 5                      | Arista     |
| 1976 | Dejalo deslizar               | 32                     | -                      |            |
| 1979 | Trabajo sucio                 | 57                     | -                      |            |
| 1986 | Mean Green Fighting Machine   | -                      | -                      |            |

## Otras fuentes
- Spencer, C. (1990), An Australian Rock Discography 1960–1989, Moonlight Publishers,ISBN 0-7316-8343-9